# شينونغ بن تساو جينغ
شينونغ بن تساو جينغ هو أول مصنف صيني عن الاعشاب و النباتات الطبية الفه الإمبراطور الصيني «شن نونج» و ذكر فيه 365 عقارا منها خواص الراوند و الايفدرين حيث أسس علم الصيدلة في الصين.